# Rosalind Moss
Rosalind Louisa Beaufort Moss FSA (* 21. September 1890 in Shrewsbury, Shropshire, England; † 22. April 1990 in Ewell, Surrey, England) war eine britische Ägyptologin und Bibliografin. Gemeinsam mit Bertha Porter begründete sie die Topographical Bibliography of Ancient Egyptian Hieroglyphic Texts, Reliefs, and Paintings (Kurztitel: Porter & Moss bzw. PM), eines der wichtigsten Nachschlagewerke der Ägyptologie.

## Leben
Rosalind Moss war die Tochter von Reverend Henry Whitehead Moss, Direktor der Shrewsbury School, und dessen Ehefrau Mary (geb. Beaufort). Sie besuchte die Heathfield School in Ascot. Moss begann 1909 ein Anthropologie-Studium bei der Society of Home Students in Oxford, dem heutigen St Anne’s College. Im Frühjahr 1914 nahm sie als Schülerin von Robert Ranulph Marett an einer Ausgrabung der prähistorischen Stätte La Cotte de St. Brelade auf Jersey teil. 1917 erhielt sie ihr Diplom und 1922 den Titel Bachelor of Science für ihre Arbeit The Life after Death in Oceania and the Malay Archipelago.
1917 begann sie auch ein Studium der Ägyptologie, zunächst als inoffizielle Schülerin von Francis Llewellyn Griffith. Nach eigenen Angaben begann dieses Studium unter kuriosen Umständen: Sie erschien als einzige Studentin zu einer Vorlesungsreihe, die von Griffith zwar regelmäßig angeboten, aber gewöhnlich von niemandem besucht wurde. Griffith, dem das offenbar ganz recht war, stellte Moss daraufhin als Assistentin für Bertha Porter an der seit 20 Jahren in Arbeit befindlichen Topographical Bibliography of Ancient Egyptian Hieroglyphic Texts, Reliefs, and Paintings ein – einem Werk, das alle bekannten, mit hieroglyphischen Inschriften versehenen Monumente und Objekte des Alten Ägypten und vollständige Bibliografien zu diesen enthalten sollte. Offizielle Vollzeit-Mitarbeiterin wurde Moss aber erst 1924.
Zur Vorbereitung für die Publikation des ersten Bandes der Bibliografie reiste sie im Frühjahr 1924 nach Ägypten, um die thebanische Nekropole vor Ort zu studieren. Unterstützung erhielt sie dort von Norman und Nina de Garis Davies. Auch für die folgenden Bände unternahm sie zahlreiche Reisen nach Ägypten sowie in verschiedene Museen in Europa und Nordamerika. Ab 1938 war ihre Mitarbeiterin Ethel Burney hierbei eine stetige Begleiterin. Als weitere Mitarbeiter stellte Moss Helen Murray und Jaromír Málek ein. Erst 1972 ging sie mit über 80 Jahren in den Ruhestand. Die Arbeit an der Bibliografie wurde von Málek fortgesetzt. Ihre letzten Jahre verbrachte Moss in einem Altersheim in Ewell, Surrey, wo sie 1990 im Alter von 99 Jahren starb. Zur Feier ihres 100. Geburtstages wurde eine Sammlung von Essays von T. G. H. James und Jaromir Malek herausgegeben.

## Ehrungen
Rosalind Moss wurde 1949 zum Fellow der Society of Antiquaries of London gewählt. 1961 erhielt sie von der University of Oxford die Ehrendoktorwürde. 1967 wurde sie Fellow des  St Anne’s College.

## Schriften
- The Life after Death in Oceania and the Malay Archipelago. (1925)
- mit Bertha Porter: Topographical Bibliography of Ancient Egyptian Hieroglyphic Texts, Reliefs and Paintings.
  - Volume I. The Theban Necropolis. (1927)
  - Volume II. Theban Temples. (1929)
  - Volume III. Memphis (Abu Rawash to Dahshur). (1931)
  - Volume IV.  Lower and Middle Egypt. (1934)
  - Volume V.  Upper Egypt: Sites. (1939)
  - Volume VI.  Upper Egypt: Chief Temples (excluding Thebes). (1939)
  - Volume VII.  Nubia, the Deserts, and Outside Egypt. (1952)
- Topographical Bibliography of Ancient Egyptian Hieroglyphic Texts, Reliefs and Paintings. 2. Auflage
  - Volume I. The Theban Necropolis. Part 1. Private Tombs. (1960)
  - Volume I. The Theban Necropolis. Part 2. Royal Tombs and Smaller Cemeteries. (1964)
  - Volume II. Theban Temples. (1972)
  - Volume III. Memphis. Part 1. Abu Rawash to Abusir. (1974)
  - Volume III. Memphis. Part 2. Saqqara to Dahshur. (1981)